# Racing Engineering
Racing Engineering é uma equipe espanhola fundada em 1999 por Alfonso de Orleáns. A equipe já participou de várias categorias, incluindo a Fórmula 3 Espanhola, World Series by Nissan, GP2 Series e Campeonato de Fórmula 2 da FIA.

## História
Desde sua fundação tem um dos melhores recordes na F3 espanhola ao conquistar seis vezes o título de construtor entre 2001 e 2006 e conquistar o título de pilotos em 2001, 2003 e 2004. Em 2002 conquistou o campeonato da World Series by Renault.

## GP2 Series
Em 2005 ingressam na primeira temporada de GP2 Series contando com os pilotos Borja García e Neel Jani que conseguiram o quinto lugar no campeonato de construtores alcançando duas vitórias. Na temporada seguinte contratam os pilotos Adam Carroll e Javier Villa, nesse ano não conquistaram vitórias e terminaram no sétimo lugar de construtores.
Para a temporada 2007 contam com os pilotos Sérgio Jimenez e Javier Villa.